# Vexilla regis (Puccini)
Vexilla regis è un inno per coro maschile (tenore e basso) e organo composto in gioventù da Giacomo Puccini.
Il testo latino è tratto liberamente dall'inno omonimo di Venanzio Fortunato.
L'autografo, già di proprietà del violinista Adolfo Betti, fu venduto nel 1936 alla Library of Congress di Washington, dove fu registrato l'11 giugno dello stesso anno.
Secondo la testimonianza di Adolfo Betti (21 marzo 1873 - 2 dicembre 1950), Puccini avrebbe composto l'inno su commissione del padre Adelson Betti (1841 - 1903), organista e maestro di coro a Bagni di Lucca, di cui era spesso ospite durante i soggiorni nella cittadina termale dove suonava nell'orchestrina da ballo del casinò. Il compenso sarebbe stato di 10 lire e una torta.
Secondo Dieter Schickling, il coro era destinato ad essere eseguito in occasione della settimana santa. Lo studioso tedesco data la composizione tra il 1874 e il 1880.
È stato pubblicato da Michael Kaye nel 1987.

## Il testo
Nel manoscritto solo la parte musicale è autografa, mentre il testo è vergato da un'altra mano. Le differenze rispetto all'inno di Venanzio Fortunato sono notevoli. La prima quartina è infatti composta dai distici iniziale e conclusivo, mentre la seconda è una versione della terza. Entrambe presentano cambiamenti testuali:
Vexilla regis prodeunt,
fulget crucis mysterium,
qua vita mortem pertulit
et morte vitam protulit.
Quae vulnerata lancae
mucrone diro criminum,
ut nos lavaret sordibus,
manavit unda et sanguine.

## La musica
Le 91 battute dell'inno presentano una struttura ABA con da capo della sezione iniziale. La sezione A (prima quartina) è un Maestoso in tonalità di Sol maggiore, mentre la sezione B (seconda quartina) è un Largo in Sol minore. La scrittura, per buona parte omoritmica, presente alcuni passaggi ad imitazione e una sezione più melodica, affidata alla voce del basso, all'inizio del Largo.
Benché composta per organo, la parte strumentale presenta figure d'accompagnamento convenzionali, tipiche della tradizione operistica italiana.